# Classica di Amburgo 2001
La Classica di Amburgo 2001 (ufficialmente HEW Cyclassics per motivi di sponsorizzazione), sesta edizione della corsa, si svolse il 19 agosto 2001 su un percorso di 251 km. Fu vinta dal tedesco Erik Zabel, che terminò la gara in 5h 59' 02" imponendosi in una volata di gruppo. Si piazzò secondo il lettone Romāns Vainšteins e terzo l'olandese Erik Dekker. Il resto del gruppo principale arrivò con un distacco di pochi secondi.

## Percorso
La HEW Cyclassics si corse su un circuito di 251 km attraverso la città di Amburgo e la campagna circostante. Il percorso era prevalentemente pianeggiante e adatto ai velocisti.

## Squadre e corridori partecipanti
Al via si presentarono venti squadre del circuito professionistico. Ogni squadra poteva schierare otto corridori.
| N.    | Cod. | Squadra                  |
| ----- | ---- | ------------------------ |
| 1-8   | LAM  | Lampre-Daikin            |
| 11-18 | TEL  | Deutsche Telekom         |
| 21-28 | COA  | Team Coast               |
| 31-38 | DFF  | Domo-Farm Frites         |
| 41-48 | MAP  | Mapei-Quick Step         |
| 51-58 | SAE  | Saeco Macchine per Caffè |
| 61-68 | LOT  | Lotto-Adecco             |
| 71-78 | MER  | Mercatone Uno-Stream TV  |
| 81-88 | RAB  | Rabobank                 |
| 91-98 | FES  | Team Festina             |

| N.      | Cod. | Squadra                      |
| ------- | ---- | ---------------------------- |
| 101-108 | TAC  | Tacconi Sport-Vini Caldirola |
| 111-118 | CST  | Team CSC-Tiscali             |
| 121-128 | C.A  | Crédit Agricole              |
| 131-138 | FAS  | Fassa Bortolo                |
| 141-148 | LIQ  | Liquigas-Pata                |
| 151-158 | MCY  | Mercury-Viatel               |
| 161-168 | COF  | Cofidis                      |
| 171-178 | GST  | Team Gerolsteiner            |
| 181-188 | TCL  | Team Cologne                 |
| 191-198 | NUR  | Team Nürnberger Versicherung |

## Ordine d'arrivo (Top 10)
| Pos. | Corridore          | Squadra       | Tempo    |
| ---- | ------------------ | ------------- | -------- |
| 1    | Erik Zabel         | Deutsche Tel. | 5h59'02" |
| 2    | Romāns Vainšteins  | Domo-Farm Fr. | s.t.     |
| 3    | Erik Dekker        | Rabobank      | s.t.     |
| 4    | Fabrizio Guidi     | Mercury       | s.t.     |
| 5    | Andrej Hauptman    | Tacconi Sport | s.t.     |
| 6    | Paolo Bettini      | Mapei         | s.t.     |
| 7    | Igor Astarloa      | Mercatone Uno | s.t.     |
| 8    | Fabio Baldato      | Fassa Bortolo | s.t.     |
| 9    | Werner Riebenbauer | Festina       | s.t.     |
| 10   | Sven Teutenberg    | Nürnberger    | s.t.     |